# Mario Maglione
Mario Maglione (Napoli, 24 aprile 1954) è un cantante e musicista italiano.

## Gli inizi
Mario Maglione nasce e cresce a Napoli nella zona di Mergellina. Il suo quartiere natale è l'oggetto principale di molte sue canzoni. Dopo aver lavorato come garzone in un bar, inizia i primi passi della sua carriera musicale nell'adolescenza, iniziando a suonare la batteria, e, successivamente, dando prova delle sue abilità con la chitarra nel teatro del convento dei Padri Cappuccini napoletani, dove debuttò al primo concorso per voci nuove. Attratto da Peppino di Capri ed il suo modo di interpretare il repertorio classico napoletano, fonda il gruppo I figli degli angeli, successivamente sciolto per intraprendere la carriera da solista e dedicarsi esclusivamente alla canzone napoletana. Nel 1972 iniziò ad esibirsi nei locali e, d'estate, nei villaggi turistici. Di lì a poco partì per il servizio militare, e nel 1974 l'incontro con Roberto Murolo che gli fa cambiare completamente il suo modo di interpretare la canzone classica napoletana!

## L'incontro con Roberto Murolo
Sotto le armi non abbandonò la sua passione per la chitarra. Gli ultimi periodi di militare li trascorre a Napoli dove, in una manifestazione di beneficenza, ha modo di conoscere Roberto Murolo e di iniziare una lunga amicizia durata fino alla morte di quest'ultimo. Finito il servizio militare formò con Luciano Aita, già chitarrista de I figli degli angeli, il duo I Caraccioli, proponendo uno spettacolo che si rifaceva alle esibizioni di Fausto Cigliano e Mario Gangi. Ma il duo non durò tanto e Maglione ritornò solista e fu ingaggiato dal patron del Gabbiano, un locale del lungomare di Napoli.

## Il debutto inMasaniello
Durante le sue esibizioni nel locale, viene notato dagli attori Nando Di Lena e Marzio Honorato, i quali gli propongono di prendere parte all'opera teatrale Masaniello del 1974 di Elvio Porta e Armando Pugliese. Di lì a poco conobbe Angelo Del Giudice, impresario di molti cantanti napoletani, con il quale iniziò lavorare come artista “di apertura” di concerti di cantanti famosi. Con lui incise il primo Lp dal titolo Napoli sempre, su etichetta Isd, nella sala di registrazione della casa discografica Phonotype di via Mezzocannone.

## Il debutto in televisione
Nel 1993, durante un'esibizione a Roma, viene ascoltato da Umberto Improta, questore della Capitale e già prefetto a Napoli. Improta gli chiede di esibirsi per una performance privata e lo propone come ospite televisivo al suo amico Maurizio Costanzo. Costanzo lo invita nella sua trasmissione, dove Maglione si esibisce per cinque anni consecutivi, prendendo parte a più di cento puntate.

## Le tournée all'estero
Grazie al suo ruolo nel musical ed alle trasmissioni televisive, Maglione diviene molto conosciuto nell'ambiente della musica partenopea e per la prima volta valica i confini nazionali diffondendo la canzone napoletana in diversi paesi del mondo tra cui Australia, Canada, Emirati Arabi, Germania e Giappone, riscuotendo particolare successo in quest'ultimo paese.

## Continuano gli spettacoli
L'artista Roberto Murolo, maestro di Maglione, lo ha sempre considerato suo erede spirituale.La casa discografica napoletana Nuova Canaria ha pubblicato due album con interpretazioni dei due artisti
È, inoltre, insieme ad altri artisti (tra cui Carlo D'Angiò), considerato uno degli eredi artistici di Fausto Cigliano. Mario Maglione è apparso in più occasioni in programmi televisivi nazionali, sia Rai che Mediaset, tra cui il Maurizio Costanzo Show ed in programmi radiofonici nazionali Rai e Sette scenari per il Duemila, entrambi condotto da Maurizio Costanzo.
Nel cofanetto in dieci cd allegato a vari numeri del quotidiano Il Mattino e curato dalla Phonotype sono state inserite sue interpretazioni accanto a quelle di artisti quali Aurelio Fierro, Domenico Modugno, Roberto Murolo, Sergio Bruni, Mario Trevi e Mirna Doris.
Dal 2006 partecipa al programma musicale televisivo "MilleVoci" di Gianni Turco, in onda in nazionale ma anche in Europa su Sky.
Nel 2010 ha vinto la settima edizione del premio Anselmo Mattei.
Nel corso degli anni continua le sue tournée per il mondo e riceve numerosi riconoscimenti, come il Premio Campania Anema e core nel 2019.
Nel 2019 Mario Maglione accompagna la cantante Miranda Martino nel suo spettacolo Miranda Martino - Ricomincio da 80.
Nel 2024 Concerto per i suoi 50 anni di carriera nel prestigioso Conservatorio dì musica San Pietro a Majella di Napoli.

## Album e canzoni
Durante la sua carriera ha inciso una decina di album e scritto una cinquantina di brani. Tra questi Si nascesse n’ata vota, scritta insieme a Renato Rutigliano, Preghiera ’e piscatore, con musica di Maglione e testo di Benedetto Casillo. Con questo brano Maglione si esibisce da oltre trent’anni alla Festa del pescatore nella chiesa di Piedigrotta. Poi Aria ’e mare fatta con Rino Giglio e Tony Iglio, con la quale partecipa al Festival di Napoli.

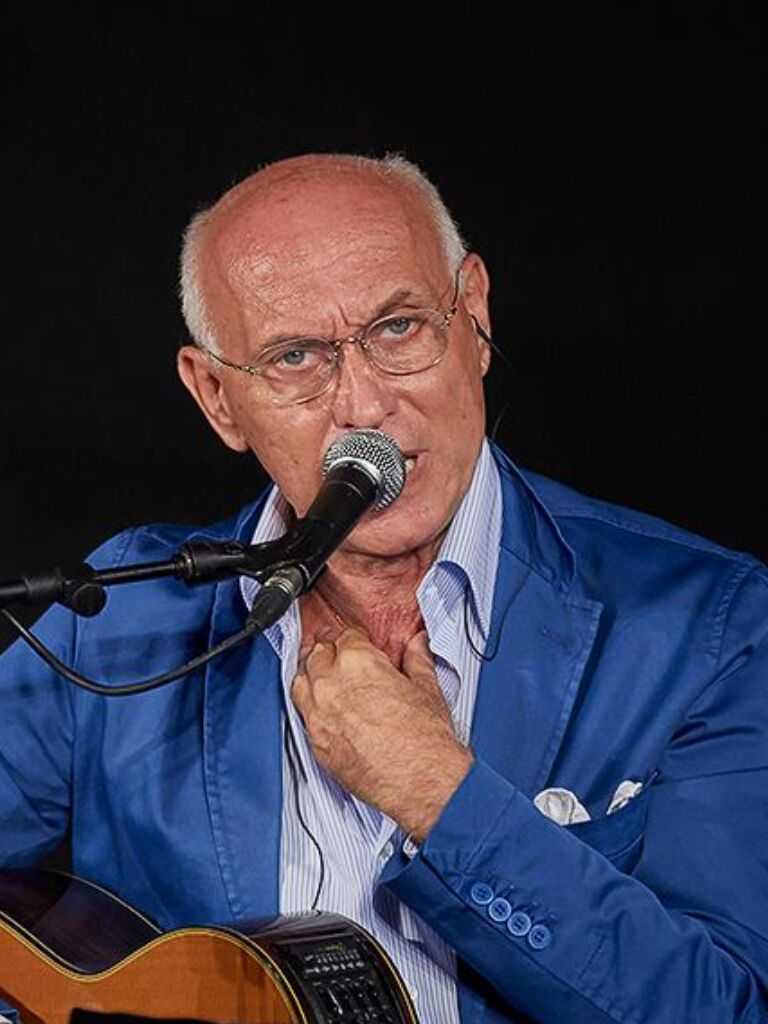
Mario Maglione durante un'esibizione (2016)

## Discografia
- 1977 Mario Maglione (Phonotype)
- 1983 Gocce d'amore (Aita Studio)
- 1990 Novecento Napoletano (Phonotype)
- 1991 Suonno (Toledo studio sound)
- 1995 Scapricciando (Canaria)
- 1996 Ricordi di Napoli (Canaria)
- 1998 Napule Doceamare (Phonotype)
- 2000 Napule è na canzone (Phonotype)
- 2007 Volume secondo  (Phonotype)
- 2010 I grandi interpreti (Phonotype)
- 2010 Caruso (Canaria)
- 2010 Mario Maglione vol1 Gold memory (Canaria)
- 2011 Napoli in smoking (Phonotype)
- 2013 Na voce, na chitarra e... (Phonotype)
- 2015 Cantanapoli (Phonotype)
- 2016 45 Giri: 1) Te voglio bene ancora - 2) 'O Tiempo